# Te Kooti
Te Kooti, né vers 1820 et mort en 1893, est un chef de tribu maori. Il est notamment connu pour son implication dans les guerres maories et pour être l'instigateur du massacre de la baie de la Pauvreté le 10 novembre 1868.